# Bactericera atraphaxidis
Bactericera atraphaxidis är en insektsart som först beskrevs av Loginova 1964.  Bactericera atraphaxidis ingår i släktet Bactericera och familjen spetsbladloppor. Inga underarter finns listade i Catalogue of Life.